# Paliseul
Paliseul (en való Palijhoû) és un municipi belga de la província de Luxemburg a la regió valona. Fou creat el 1977 de la fusió dels antics municipis de Carlsbourg, Fays-les-Veneurs, Framont, Maissin, Nollevaux, Offagne, Opont, i Paliseul.